# Settimia Caccini
Settimia Caccini (Florencia, 6 de octubre de 1591-ibídem, ca. 1638) fue una conocida cantante y compositora italiana durante el siglo XVII y fue una de las primeras mujeres en tener una exitosa carrera en la música. Fue muy apreciada por su trabajo artístico y técnico con la música. Provenía de una familia de compositores y cantantes reconocidos, ya que su padre era Giulio Caccini y su hermana Francesca Caccini. Settimia Caccini era menos conocida como compositora porque nunca publicó su propia colección de obras. En cambio, se le atribuyen nueve obras en dos manuscritos de canciones profanas. Settimia era mucho más conocida por su talento como cantante y actuó para la nobleza junto con la familia Caccini y como solista. Aunque provenía de una familia de músicos, logró por sí misma su propia fama y éxito.

## Biografía
Settimia Caccini nació el 6 de octubre de 1591 en Florencia. Su padre, Giulio Caccini, era un compositor famoso y popular y pionero en la música monódica. Desde muy joven, su padre le enseñó música y composición. Su madre, Lucia Gagnolanti, también era cantante, pero murió cuando Caccini era joven. Era la menor de tres hermanos. Su hermana Francesca también se convirtió en una compositora de renombre y tenía un hermano mayor, Pompeo Caccini, que era cantante y pintor. Crecer en una casa de músicos la llevó a aprender y dominar la música a una edad tan temprana que luego la llevó a su fama y su propio éxito (era común entre las familias pasar una carrera completa a cada miembro de la familia).
Su padre Giulio estaba empleado por la familia Médici, que gobernaba gran parte de Florencia. Transmitió gran parte de su carrera a su familia; los involucró en su música e incluso formó una banda familiar de canto. Mientras trabajaba allí, Giulio conoció el concerto delle donne, un grupo de cantantes profesionales contratadas por la corte de Ferrara. Se presume que persuadió al concerto delle donne para que enseñaran a sus hijas a cantar de la misma manera que ellas. En lugar de cantar en solitario, que era muy popular en ese momento, Giulio insistió en que estaban preparados para cantar en grupo, llamado Il Concerto Caccini. Tanto Settimia como Francesca eran sopranos. En 1600, las hermanas cantaron en la ópera de su padre Il rapimento di Cefalo para la boda de María de Médici y Enrique IV de Francia y, probablemente, también lo hicieron en la ópera Eurídice, compuesta por Jacopo Peri.
Las dos hermanas crecieron viviendo vidas muy similares, ya que actuaron juntas y aprendieron a cantar y componer música juntas en el teatro Médici. La familia pronto tomó caminos separados, cada uno cumpliendo su propia carrera musical. Se especula con la posibilidad de que Settimia actuara como solista en el estreno de la ópera L'Arianna de Claudio Monteverdi en 1608 en Mantua, donde presumiblemente cantó el papel soprano de Venus. Durante todo su éxito, a Settimia se le ofrecieron muchas propuestas de matrimonio y ofertas de empleo, una de ellas de la corte de Mantua y de Enzo Bentivoglio en Roma, que ella rechazó. En cambio, en 1609 se casó con el cantante y compositor nacido en Luca Alessandro Ghivazzani y en el mismo año ambos fueron empleados por los Médici. En 1611 abandonaron la corte de los Médici y en 1612 se trasladaron a Mantua para servir a la corte de los Gonzaga. Ghivazzani fue empleado en Mantua a partir de 1622 y probablemente hasta su muerte en 1632. Por lo general, el matrimonio siempre tuvieron el mismo empleador y su trabajo los llevó a muchos lugares en Italia.
Después de la muerte de su marido, Settimia regresó a Florencia, donde se reincorporó a la corte de los Médici a partir de 1636. Permaneció en la corte hasta su muerte en algún momento alrededor de 1638 a 1640. Su fecha de muerte es incierta; hay documentos judiciales que llevan su nombre hasta 1660, pero generalmente se supone que se refieren a su hija.

## Obra
Settimia Caccini es conocida principalmente por interpretar arias de otros compositores y protagonizar óperas. Fue una cantante muy conocida y apreciada por sus contemporáneos, y una compositora activa, pero ninguna de sus obras fue publicada por ella misma o durante su vida. Escribió bastantes piezas, pero la mayoría de ellas se han perdido. Comenzó a componer música a una edad temprana. En 1611 compuso su propia pieza para el carnaval Mascherate delle Ninfe della Senna, que fue uno de los muchos carnavales de máscaras de Venecia. En su mayor parte, su carrera fue actuando para la alta nobleza y la realeza. De joven, cantó para Enrique IV, el rey de Francia, con su hermana.
Más adelante, trabajó en la corte del duque Fernando Gonzaga en Mantua con su esposo en 1613. La familia Gonzaga era una familia poderosa en Mantua en ese momento, y hay registros que indican que fue muy valorada debido a la alta paga que recibió. A continuación, la pareja encontró trabajo en Parma bajo el servicio del cardenal Eduardo Farnesio en 1622. En 1628, Monteverdi buscó a Caccini en Parma. Actuó como Dido en uno de los intermedios de Monteverdi y como Aurora en Mercurio e Marte. Monteverdi dijo que Caccini cantó las arias con «gracia sobrehumana y voz angelical».
Sobrevivieron ocho de sus composiciones, todas ellas acompañadas de monodia italiana. Estas piezas musicales tienen melodías expresivas y generalmente son interpretadas por cantantes solteros con acompañamiento de bajo continuo, perfecto para que ella las cantara por sí misma. Estas tenían un estilo muy popular de monodia italiana. Algunas de sus arias se publican ahora como arias de piano, como este libro 4 Arias. Su pieza más famosa que se publicó fue un aria de tres líneas llamada Gia sperai non spero hor piu. Se publicó en una colección de música histórica del siglo XVII.
Algunas de las otras obras de Caccini para soprano y bajo continuo incluyen «Core di questo core», «Cantan gl'augelli» y «Due luce ridenti».